# Grand Hotel Tremezzo
O Grand Hotel Tremezzo é um histórico hotel de luxo localizado nas margens do lago de Como em Tremezzo na Itália.

## História
O hotel foi construído nos terrenos da Villa Poncetta por Enea Gandola, natural de Bellagio, que comprou a propriedade em 1907 com a intenção de abrir um grande hotel de luxo capaz de atender ao crescente desenvolvimento turístico de Tremezzo. As obras de construção, iniciadas em 1908, foram concluídas em 1910, ano da inauguração do hotel.

## Descrição
O edifício apresenta um estilo Art Nouveau.

## Galeria

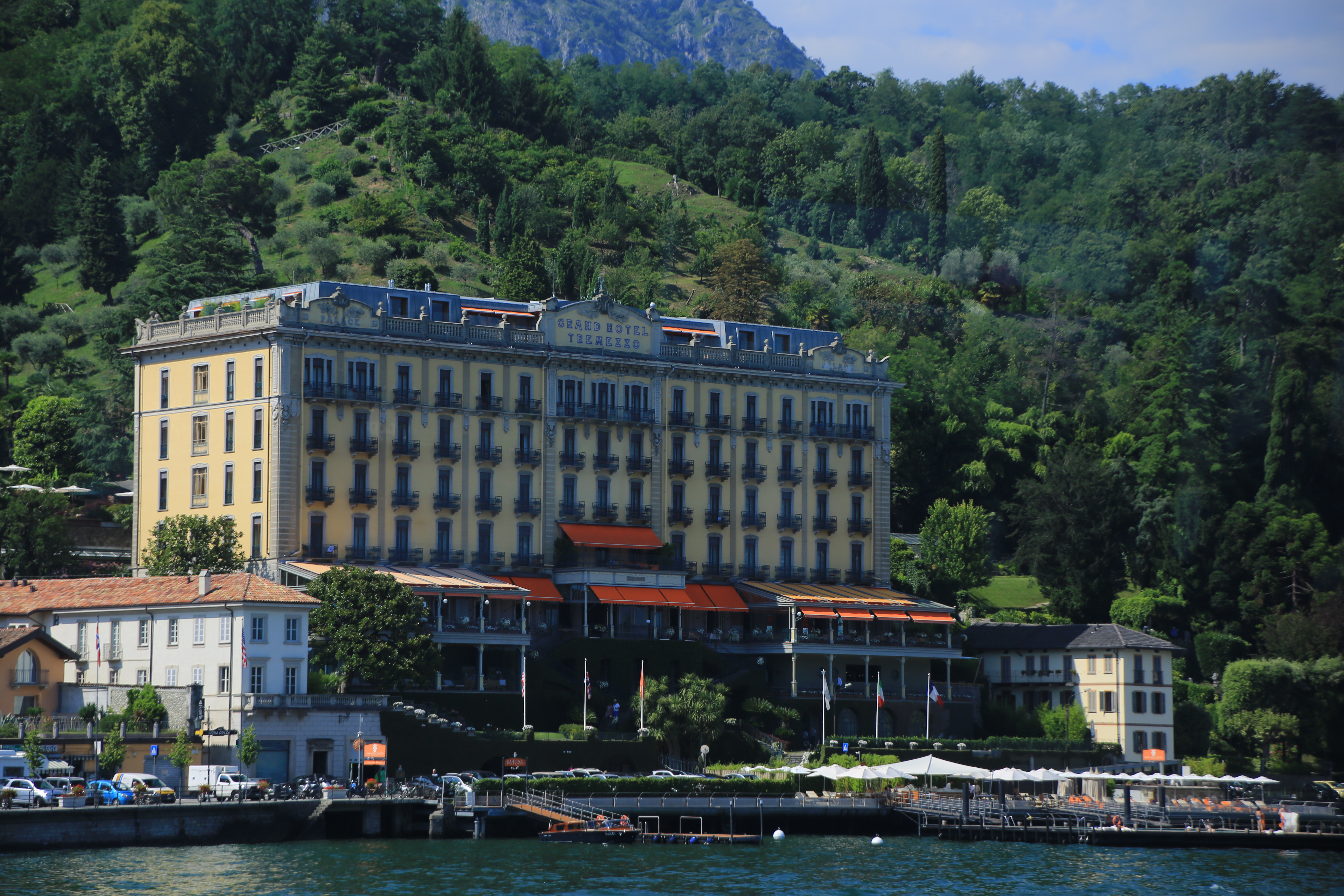
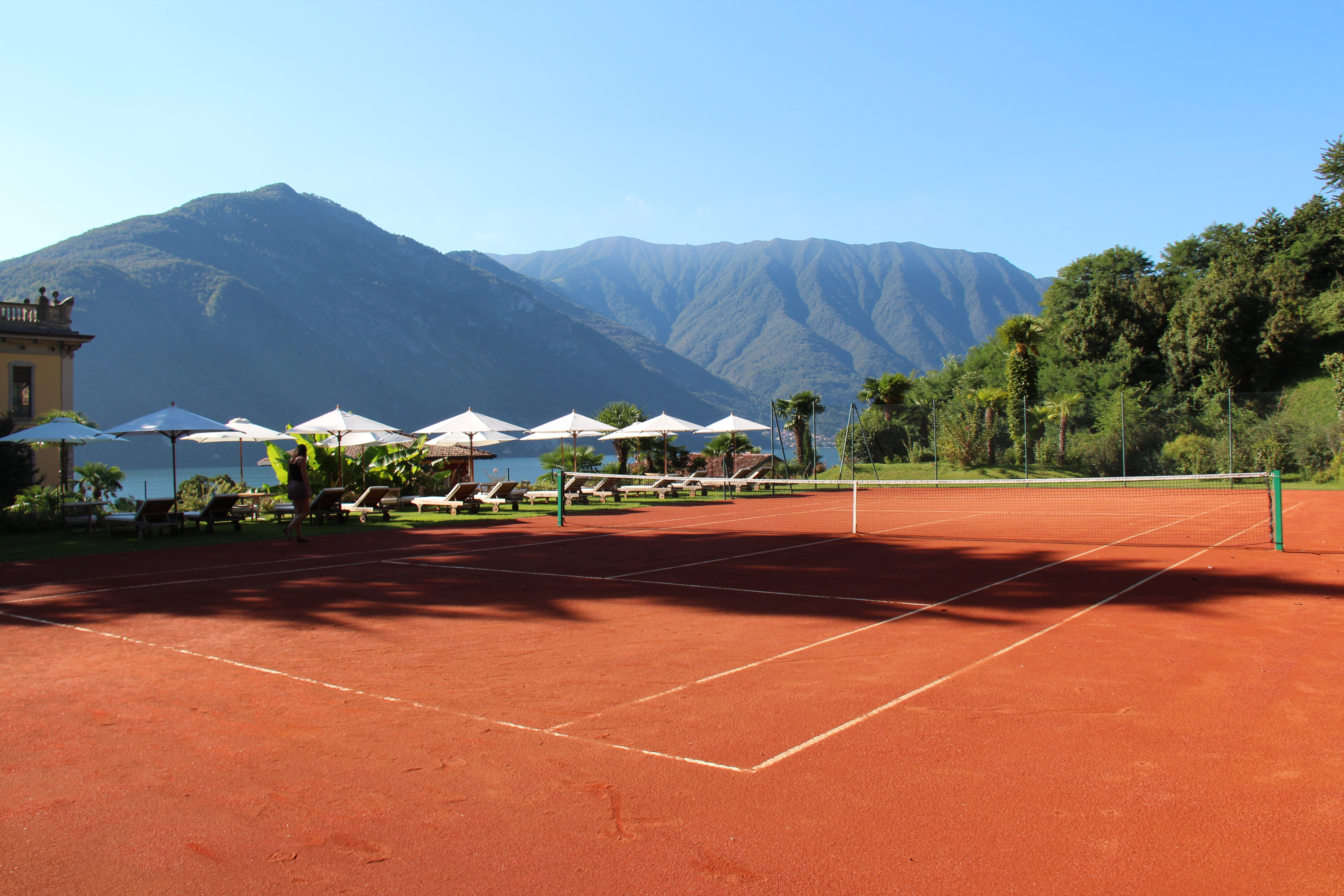
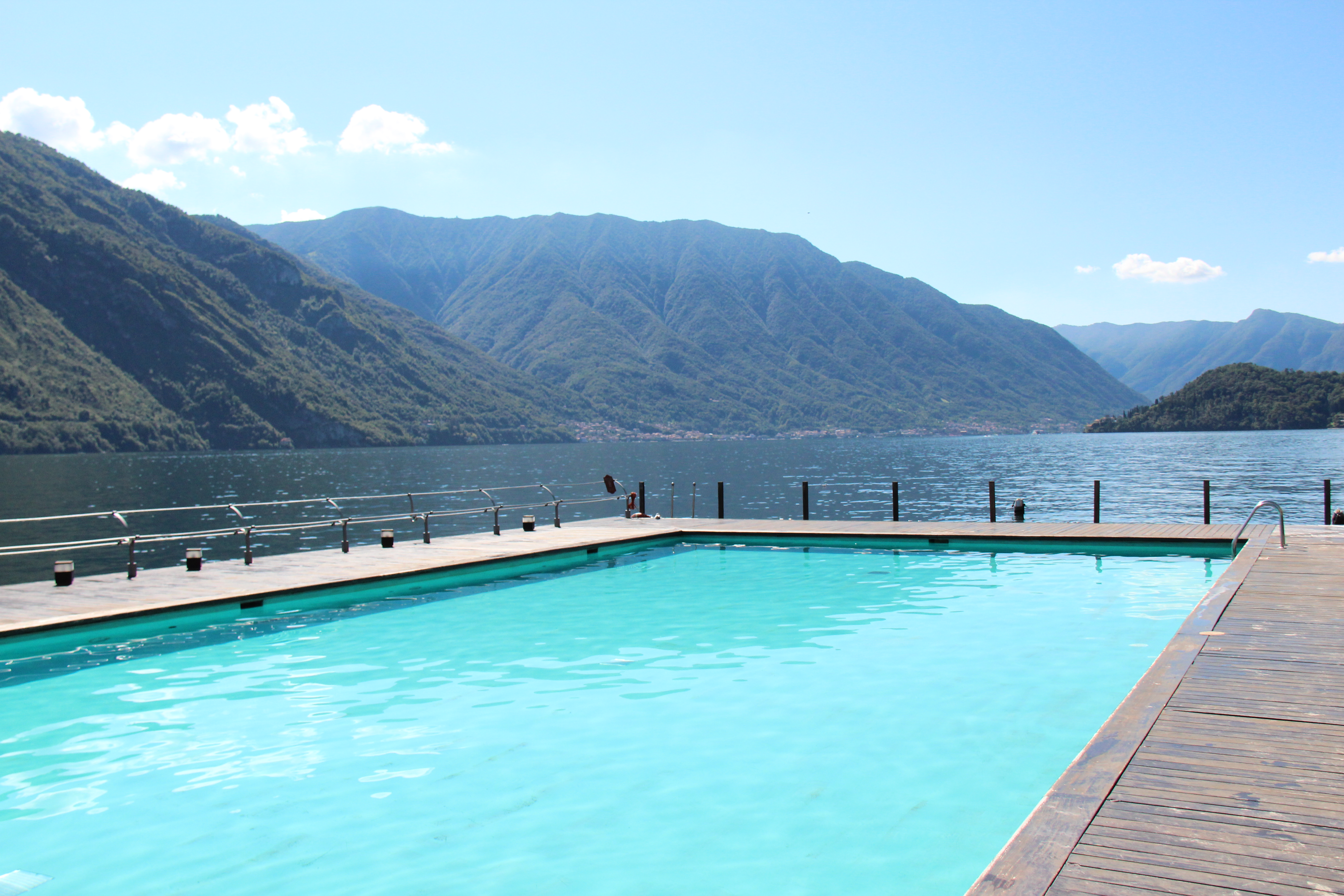